# Дискавъри Ченъл
Discovery Channel (или само Discovery, в превод „Канал за открития“) е спътников и кабелен телевизионен канал, главно с научнопопулярни и документални филми за наука, технологии и история. Собственост е на компанията Discovery Communications (Warner Bros. Discovery от 2022 г.). Гледа се в над 400 млн. домакинства в цял свят.

## Произход
Discovery Channel е основана на 17 юни 1985 от Джон Хендрикс в Съединените щати. Само три години по-късно предавателят отчита 32,1 милиона зрители. През следващите години програмата се развива все повече, появяват се нови канали (напр. каналът Discovery Turbo стартира през 2005 г.) и се разпространява в още страни. Докато в началото се излъчва само временно, сега Discovery Channel се предава денонощно, както чрез кабелна телевизия, така и през сателит по целия свят.

## По света
Discovery Channel достига до 431 милиона домове в 170 страни. Предлага се от 29 телевизии на 33 езика. Каналът е част от Discovery Networks, излъчва се със субтитри в България от 1998 г., а след 2010 г. изцяло е на български език. В България се предават: Discovery Channel, Discovery Science, Discovery World, Investigation Discovery, ID Extra, Animal Planet, TLC, Fine Living, Food Network, Travel Channel, Eurosport 1, Eurosport 2.

## Предавания
- Изтегляне на коли в Лас Вегас
- Злато в гаража (Garage gold);
- Да продадеш колата си (Wheeler dealers);
- Ловци на митове (Myth busters);
- Оцеляване на предела (Ultimate survivour);
- Голи и уплашени (Naked and affraid);
- Как се прави? (How it`s made?);
- Как са го направили? (How do they do it?);
- Търсачи на антики (Auction Hunters);
- Ловци на складове (Storage Hunters);
- Битки за багаж (Baggage Battles);
- Крале на аукциона (Auction Kings);
- Двойно оцеляване (Dual Survival);
- Смъртоносен улов (Deadliest Catch);
- Американски чопър (American Chopper);
- Мръсна работа (Dirty Jobs);
- Треска за злато (Gold Rush);
- Основен ремонт (Overhaulin);
- Тексаски автомобилни войни (Texas Car Wars);
- Пета предавка (Fifth Gear);
- Войни за имоти (Property Wars);
- Аукционни войни в Канада (Storage Wars Canada);
- Няма нищо за криене (Nothing to Hide)
- Морски господари
- Забравени в гаража (Shed and Buried)
- Спасители на имущество (Salvage Dawgs)
- Ловци на трофеи (Salvage Hunters)
- Търсачи на опали (Outback Opal Hunters)
- Злато в Берингово море
- Спасявания на автомобили (Roadworthy Rescues)
- Колите мечта на Робърт Дауни Джуниър (Downey's Dream Cars)
- Ловци на плажове (Beach Hunters)
- Инженерите на отмъщението на Марк Роубър (Mark Rober's Revengineers)
- Шофьори на камиони (Mighty Truckers)
- Граничен контрол Италия (Border Control Italia)
- Експедиция Хикс
- Ремонт на фермерски къщи (Farmhouse Fixer)
- Градината (The Garden)
- Избавлението на чифлика (Homestead Rescue)
- Агресия на пътя (Road rage)